# Dallon
Dallon es una comuna francesa situada en el departamento de Aisne, en la región de Alta Francia.

## Demografía
| 274 | 300 | 363 | 369 | 395 | 403 | 438 |
| Para los censos de 1962 a 1999 la población legal corresponde a la población sin duplicidades (Fuente: INSEE [Consultar]) |     |     |     |     |     |     |